# Templo de Domiciano (Éfeso)
El Templo de Domiciano o Templo de Sebasto fue un antiguo templo dedicado a los dioses imperiales en la ciudad de Éfeso en Asia Menor, en la actual Turquía. Sus ruinas forman parte del yacimiento arqueológico de Éfeso, declarado Patrimonio de la Humanidad por la Unesco.

## Contexto histórico

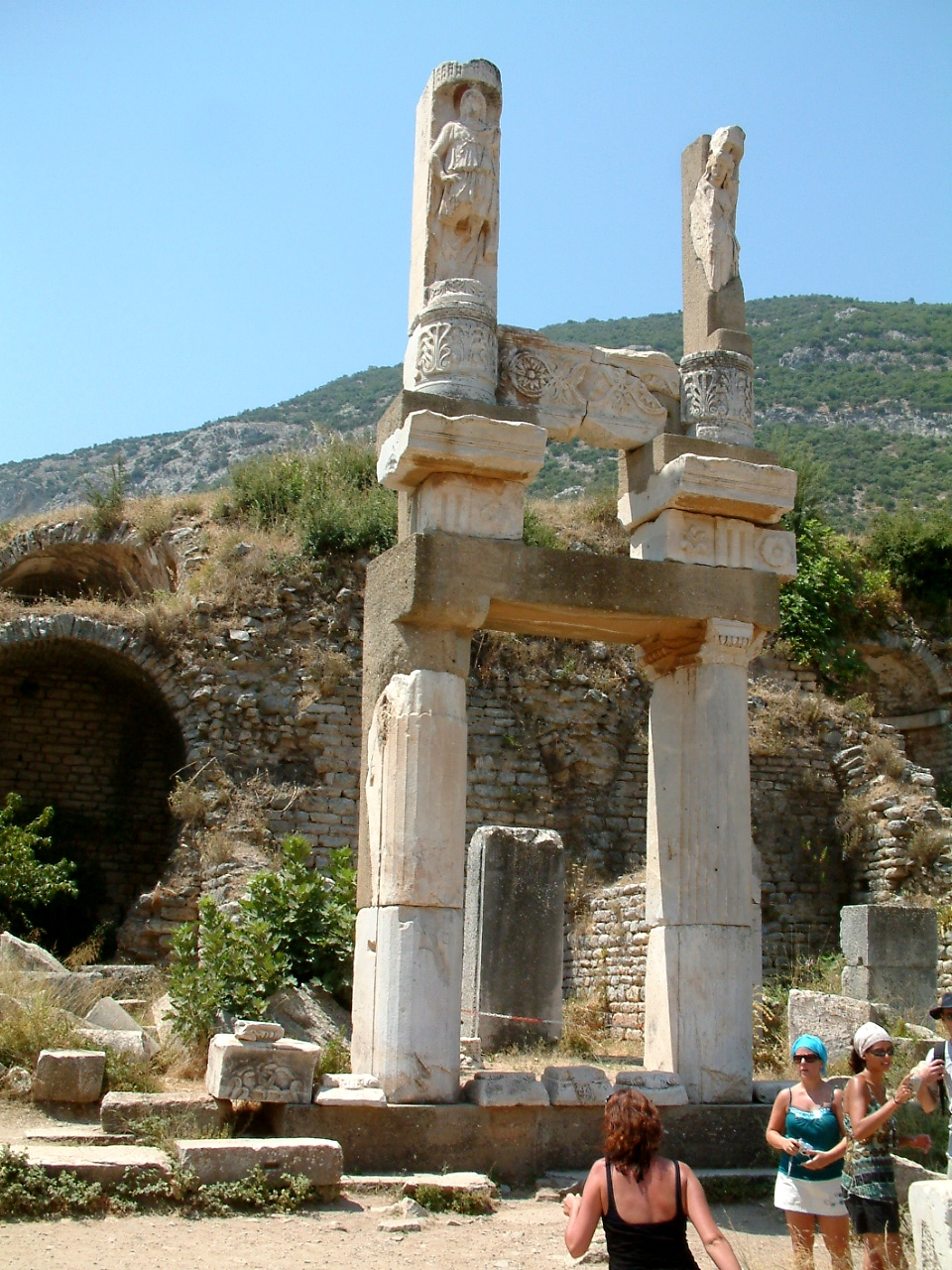
Fachada restaurada del Templo.

Domiciano concedió a los efesios el prestigioso derecho de neócoros a construir un templo dedicado al culto imperial. Tras el asesinato de Domiciano y la damnatio memoriae, su nombre fue eliminado de los títulos de propiedad, pero para conservar el derecho de neócoros, los ciudadanos volvieron a dedicar el templo al padre de Domiciano, Vespasiano. El templo se construyó en el emplazamiento de un edificio más antiguo.

## Características arquitectónicas
Los cimientos del templo, de seis niveles, medían aproximadamente 24 × 34 m. El templo era un pseudodíptero, y su perístasis tenía ocho columnas en los lados cortos y 13 columnas en los lados largos. La fachada tenía dos pisos. Las columnas de la parte inferior eran semicolumnas parecidas a las columnas dóricas, mientras que las de la parte superior estaban talladas con figuras humanas. En el interior del templo había un pronaos y una naos  con cuatro columnas adicionales delante.
El templo se construyó sobre un alto terraplén de unos 50 × 100 m. Los cimientos eran abovedados y en algunos lugares tenían dos pisos de altura. En el lado este del templo había un altar en forma de U construido sobre un podio. Estaba decorado con relieves que representaban, entre otras cosas, sacrificios. En las ruinas del templo se ha encontrado la cabeza de una escultura de Tito.
Parte de la fachada del templo se reconstruyó en 1975.